# 黃志強 (香港足球員)
黃志強（Wong, Chi Keung，1970年12月9日—），花名「牛屎仔」，香港前足球運動員，司職前鋒。現時效力香港丙組（地區）足球聯賽球隊灣仔。由於與綽號『牛屎』之香港1950、60年代球壇名宿「南華四條煙」之一的黃志強同名同姓，故有「牛屎仔」的稱號。

## 生平

### 球員生涯
黃志強出身於香港甲組足球聯賽球隊愉園，1987年年僅17歲便獲提升上甲組後備。1990年轉投「升班馬」駒騰。
1990年，加盟商業大軍依波路，惜僅效力一個球季，依波路，便宣布退出。黃志強遂轉投另一支商業球隊聲控通，無奈聲控通僅參賽一季後亦宣布退出。
黃志強於1994年夏天，重投母會愉園，1996年轉投流浪，1997年再轉會加盟二合，踏上足球事業高峰。二合於2001年夏天宣布退出，黃志強遂改投晨曦。最後一次在甲組上陣是2006-07年度球季，當時效力港會。
結束職業球員生涯後，黃志強仍有參加乙、丙組聯賽，2009-10年度球季效力香港丙組足球聯賽球隊九龍城，該季為球隊取得7個聯賽入球。

## 國際賽
黃志強是1989年成立首屆23歲以下香港奧運隊成員之一，在巴塞隆拿奧運預賽全部6場賽事均有上陣。其後，黃志強亦曾入選香港隊。

## 個人榮譽
- 香港足球明星選舉最佳青年球員 一次(1990-91季度)
- 香港足球明星選舉最佳十一人 一次(1998-99季度)

## 外部連結
- 香港足球總會網頁球員註冊資料 （页面存档备份，存于）